# Duroia velutina
Duroia velutina är en måreväxtart som beskrevs av Joseph Dalton Hooker och Karl Moritz Schumann. Duroia velutina ingår i släktet Duroia och familjen måreväxter. Inga underarter finns listade i Catalogue of Life.